# خوميسو إكغوبولينغ
خوميسو إكغوبولينغ (بالإنجليزية: Khumiso Ikgopoleng) (مواليد 5 ديسمبر 1979) هو ملاكم بوتسواني، مثّل بلاده في الألعاب الأولمبية الصيفية في دورتي 2004 و2008.

## روابط خارجية
خوميسو إكغوبولينغ على موقع بوكس ريك (الإنجليزية) (registration required)
- خوميسو إكغوبولينغ على موقع اللجنة الأولمبية الدولية (الإنجليزية)
- خوميسو إكغوبولينغ على موقع أوليمبيديا (الإنجليزية)
- خوميسو إكغوبولينغ على موقع اتحاد ألعاب الكومنولث (مؤرشف) (الإنجليزية)